# Fernando Lorenzo (escritor)
Fernando Miguel Lorenzo (Godoy Cruz, 11 de junio de 1924 - Mendoza, 28 de agosto de 1997) fue un escritor, poeta, dramaturgo, profesor de Bellas Artes, director y actor teatral argentino.

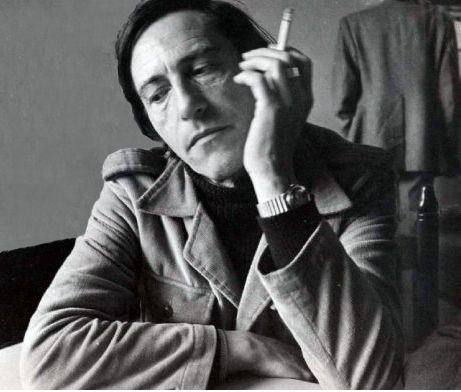
Fernando Lorenzo, escritor y poeta mendocino

## Vida y obra
Fernando Miguel Lorenzo nació el 11 de junio de 1924 en el departamento Godoy Cruz de la provincia de Mendoza, Argentina.
Estudió en la Escuela Superior de Artes Plásticas de la Universidad Nacional de Cuyo, de la cual en 1947 egresó con el título de profesor de Artes Plásticas. En esa época comenzaron a difundirse sus primeros textos literarios, y empezó a escribir dramaturgia. La profesora de teatro rusa Galina Tolmacheva –radicada en Mendoza– lo indujo a ingresar a la Escuela de Arte Escénico de la Universidad Nacional de Cuyo.
Publicó en 1947 su primer libro de poemas, Tránsito,con viñetas del prestigioso pintor argentino Carlos Alonso.
Estudió arte durante el año 1950 con el grabador Víctor Delhez y compartió experiencias plásticas con José Bermúdez, Beatriz Capra y Luis Quesada. Asimismo, asistió al taller de Lorenzo Domínguez y aportó textos para El monje armado, que publicó la Universidad Nacional de Cuyo.
Egresó de la Escuela de Arte Escénico en 1953. Trabajó en el elenco del Teatro de Cuyo con Galina Tolmacheva, con quien, además, tradujo el Teatro Completo, del escritor ruso Alexander Pushkin, editado por Editorial Sudamericana.
Publicó su libro de poesías Segundo diluvio (premio D’Accurzio) en 1954. Posteriormente, se editó su obra Poesía, en Ediciones Romance, que presentó junto a su amigo, el poeta sanjuanino Víctor Hugo Cúneo. Este a su vez le dedicó el poema La campana.
Fue designado en 1956 Director del grupo mendocino Taller Nuestro Teatro (T.N.T.), en el que dirigió las obras Casamiento a la fuerza, de Molière, y El jugador, de Hugo Betti. Ese mismo año, dirigió el elenco de la Universidad Nacional de Cuyo, en la obra Demanda contra desconocido, de George Neveux; y, simultáneamente, ocupó la Secretaría de Letras de la Dirección Provincial de Cultura de Mendoza y publicó Cuidemos la poesía. También en ese año se radicó en Buenos Aires, donde trabajó leyendo textos por Radio Nacional.
Durante su estadía en esa ciudad, recibió una beca del Fondo Nacional de las Artes e integró  el grupo de Teatro Moderno de Buenos Aires, dirigido por Francisco Javier. Simultáneamente, dictaba clases de Historia del Arte. También en 1956 publicó su primera novela, Arriba pasa el viento, que dos años antes había obtenido el primer premio de novela del Fondo Nacional de las Artes y la Faja de Honor de la Sociedad Argentina de Escritores(S.A.D.E.) En esa oportunidad, Ana de Villalba dijo que con ella se instalaba y anticipaba en nuestro medio una la modalidad que luego sería definitoria de la literatura latinoamericana.
En 1963 publicó Nahueiquintún, escrita conjuntamente con Alberto Rodríguez (h), e ilustrada por Enrique Sobisch.
Escribió en 1964 el poema Universo, creado para ser leído exactamente en siete minutos, lo que fue concretado en México, Estados Unidos, España y la antigua Yugoslavia. El poema se incluyó luego en la edición de la Antología II Grupo Aleph, del año 2000.
En 1968 trabajó en publicidad en Buenos Aires y en Santiago de Chile. Ese mismo año, creó y dirigió la Sala Experimental de Arte (S.E.A.),en la que dirigió las obras La lección y El maestro, de Eugène Ionesco. También en 1968, Editorial Sudamericana publicó su libro de cuentos “Sucesos en la Tierra”, del cual el profesor de literatura Adolfo Ruiz Díaz dijo: “Fernando Lorenzo inventa mundos atenidos a sí mismos”.
Dirigió en 1970 la obra Las de Barranco, del dramaturgo argentino Florencio Sánchez, interpretada por el Elenco de la Universidad Nacional de Cuyo. Además, escribió la columna “Bañacauda”, en la revista Claves. También dictó clases de artes plásticas y dibujo en la Escuela Normal de Rivadavia (Mendoza) y redactó catálogos para numerosas muestras pictóricas.
Escribió, en 1973, conjuntamente con Alberto Rodríguez (h), Los establos de Su Majestad, con una épica que reconoce sus raíces en Bertolt Brecht. Esta obra fue estrenada por el Taller Nuestro Teatro (T.N.T.), de la ciudad de Mendoza. En esa época, integró varios jurados en concursos de literatura y plástica.
En 1976 escribió el poema En un lujoso cementerio que se llama Brahms. En 1979 –junto a Marcelo Santángelo– presentó su poema Quiquiriquí, de feroz belleza y a tono con los años oscuros que vivía la Argentina durante el denominado Proceso de Reorganización Nacional. Asimismo, presentó Diez grabados de Santángelo con diez ilustraciones poéticas de Fernando Lorenzo (1976).
Creó en 1981 el espacio cultural La Reja y publicó en el diario Mendoza el poema In Memoriam, dedicado a su madre, y publicado luego en el volumen Anverso/Reverso, de 1989.
En 1984 dirigió la obra de teatro “Liolá”, de Luigi Pirandello, con el elenco“Fénix”.
Publicó en 1988 Anverso/Reverso, que incluía poemas suyos y de su amigo Carlos Levy. También comentó pinturas de su gran amigo, el destacado pintor argentino Carlos Alonso.
En 1990, en el concurso Arte Joven, Walter Neira obtuvo el primer premio con la obra de Fernando Lorenzo Tocá y callate (cuyo título original es El concierto a fuego lento de la señora Decroly). Ese mismo año, la Municipalidad de Mendoza incluyó el volumen Teatro, que incluye sus obras Un lunes, El cerrojo, La conferencia y El concierto a fuego lento de la señora Decroly.
Participó en 1992 en el libro Obra Gráfica de José Bermúdez y fue contratado para la redacción del Tomo I, del Diccionario de las Artes y las Letras de Mendoza. Ese mismo año, realizó un recital poético-musical, junto a Ramiro Lorenzo, su hijo, en el Café de la Universidad, que anticipaba la grabación del casete Doble filo, con poemas y canciones de padre e hijo. El año siguiente escribió Alice Moreau, junto a Silvia Guilardi. Años después, se estrenó en Neuquén y Río Negro la Cantata Latinoamericana, con textos de su autoría y música de Ramiro Lorenzo.
En 1995 se estrenó en Neuquén, Río Negro y Mendoza, la cantata Hijos del mar, un homenaje a los inmigrantes, con textos de su autoría y música de Ramiro Lorenzo. Ese mismo año, Viceversa Teatro presentó su obra Nahueiquintún. Un estudio de esta dramaturgia fue publicado en la Revista Huellas, de la Universidad Nacional de Cuyo.
Ediciones Culturales de Mendoza reeditó en 1994 su novela Arriba pasa el viento. La obra fue estudiada críticamente en la Revista del Centro de Estudios de Literatura de Mendoza, de la Universidad Nacional de Cuyo.

Por esos años, trabajó como corrector de la revista mensual Primera Fila, y luego se sumó en esa misma tarea como corrector en una de las secciones del recientemente inaugurado Diario Uno. Allí se convirtió en referente de un grupo de poetas que habían coincidido en ese periódico, y que iban a convertirse en la generación más activa de los años siguientes. Entre ellos, Patricia Rodón, Rubén Valle, Ulises Naranjo y Fernando G. Toledo.
Su tarea como corrector, que incluía también la labor didáctica de compartir los secretos de la lengua con sus compañeros periodistas, terminó siendo el último. Enfermó de cáncer y murió en el Policlínico de Cuyo, de la capital mendocina, el 28 de agosto de 1997. 
En noviembre de 2009, se estrenó en el cine Universidad, de Mendoza, el documental Fernando Lorenzo, extranjero en su tierra, precisamente con investigación, guion y dirección de Ulises Naranjo. Este documental, con una duración de 45 minutos, fue producido por Francisco Gabrielli y editado en Estudio Exagrama, por Carlos Canale y Verónica Gai.
Ediciones Culturales de Mendoza publicó en 2011 una antología de Fernando Lorenzo, titulada también Extranjero en su tierra, donde se incluyen poemas de su autoría, como Mensaje a los jóvenes poetas (sólo editado antes en forma de plaqueta), Junio esperaba afuera (de Tránsito, 1948), El fuego, dedicada al pintor Carlos Alonso (de Segundo diluvio, 1954), Maternidad (de revista Aleph, 1992). También se incluyen en ese volumen varios cuentos del libro inédito Historia de un ámbito (1960); y las novelas Arriba pasa el viento y la hasta ese momento inédita nouvelle Subsuelo.
El 1 de abril de 2017 se presentó el volumen El universo teatral de Fernando Lorenzo. Los textos dramáticos y los espectáculos, un trabajo de Graciela Díaz de Araujo (una de las principales críticas de su obra teatral) y Beatriz Salas, que reúne sus obras para escena. 
Pueden encontrarse referencias a textos de Fernando Lorenzo, además de las publicaciones mencionadas, en sitios especializados de Literatura argentina del siglo XX. En sus obras, el tema del "indio" emerge con fuerza mítica, siendo estudiado en la Revista de Postgrado de la Facultad de Artes y Diseño, de la Universidad Nacional de Cuyo.

### Poesía
- Tránsito, Mendoza, edición del autor, 1948.

- Segundo diluvio. Mendoza, Ediciones D’Accurzio, 1954.

- Poesía, Ediciones Romance, 1954.
- Diez grabados de Santángelo con diez ilustraciones poéticas de Fernando Lorenzo, Mendoza, edición de los autores, 1976.

- Anverso/Reverso, con Carlos Levy, Mendoza, Grupo Editorial Nuevo Clavel del Aire, 1989.

### Prosa
- Arriba pasa el viento, novela. Ediciones Goyanarte, Buenos Aires, 1961.

- Sucesos en la tierra, cuentos. Editorial Sudamericana, Buenos Aires, 1968.

- Arriba pasa el viento, (reedición), Ediciones Culturales de Mendoza, Gobierno de Mendoza, Mendoza,1995.

- La casa del alquimista, cuento para el libro De la magia y otras realidades, con cinco dibujos de Sergio Hocevar (1996)

### Teatro
- Nahueiquintún. Buenos Aires, Editorial Voces, 1963.

- Teatro, Municipalidad de la Ciudad de Mendoza, Provincia de Mendoza,  1992.

- El universo teatral de Fernando Lorenzo. Los textos dramáticos y los espectáculos. Instituto Nacional del Teatro, Buenos Aires, 2017.

### Otros
- Diccionario de las artes y de las letras de Mendoza. Mendoza, Ediciones Culturales, Subsecretaría de Cultura de la Provincia de Mendoza, 1992.
- Antología del Grupo Aleph, Mendoza, Zeta Editores, 1994.
- Cantata Latinoamericana, de Fernando Lorenzo (letra) y Ramiro Lorenzo (música), C.D. Homenaje, Mendoza, Subsecretaría de Cultura, Gobierno de la Provincia de Mendoza, 2003.
- Literatura de Mendoza en el siglo XX: Fernando Lorenzo (antología de poemas, cuentos y novelas). Ediciones Culturales de Mendoza y Ediunc. 2006.
- Extranjero en su tierra (antología de poemas, cuentos y novelas). Ediciones Culturales de Mendoza, Mendoza, 2011.